# Ectropothecium kerstanii
Ectropothecium kerstanii là một loài Rêu trong họ Hypnaceae. Loài này được Dixon & Herzog mô tả khoa học đầu tiên năm 1939.